# Ibn Khaldún

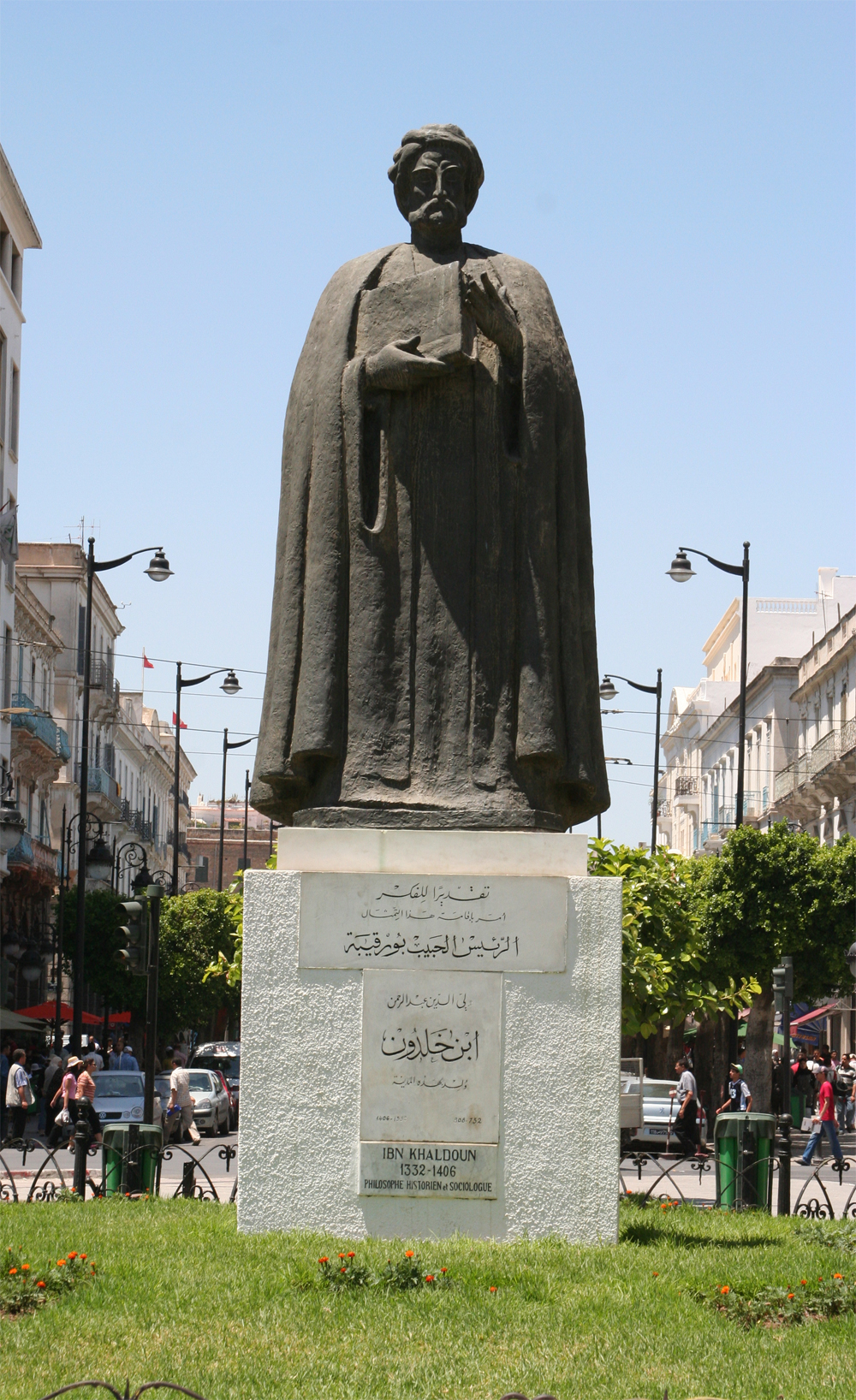
Ibn Khaldún szobra Tuniszban

Ibn Khaldún (arabul: أبو زيد عبد الرحمن بن محمد بن خلدون الحضرمي, Walī al-Dīn ʿAbd al-Raḥmān ibn Muḥammad ibn Muḥammad ibn Abī Bakr Muḥammad ibn al-Ḥasan Ibn Khaldūn) 1332. május 27., Tunisz, Tunézia – 1406. március 17., Kairó, Egyiptom) elismerten a legnagyobb arab történész, aki létrehozta az egyik legkorábbi nem vallásos történelemfilozófiát, amit al-Mukaddima (a. m. „Bevezető”) címet viselő művében ír le. Ugyancsak ő írta le elsőként az iszlám észak-afrikai történetét.

## Gyermekkor és korai évek
Felmenői a jemeni Hadramutból származtak. Előkelő és gazdag családjának megfelelő hagyományos oktatást kapott. Kezdetben apja tanította, aki tudós volt és nem foglalkozott politikával, mint elődei. Ibn Khaldún kívülről megtanulta a Korán szövegét, megismerte a nyelvtan, a jogtudomány, a szónoklattan, a filológia és a költészet alapjait. Tárgyait meglehetős jártassággal kezelte és bizonyítványt kapott róluk. Tizenkilenc éves koráig folytatta tanulmányait, amikor 1349-ben Észak-Afrikán pestisjárvány söpört végig, amiben Tuniszban élő szülei is meghaltak.

## Tunézia és Marokkó
Ibn Tafrakin, Tunisz vezetője magához hívatta Ibn Khaldúnt, hogy a foglya, Abū Isḥāq szultán pecsétőrzője legyen. Ez volt az első alkalom, hogy Ibn Khaldún megtapasztalhatta az udvari politika belső működését, és a kormányzat gyengeségét. Nem sokkal később alkalma volt Tuniszt elhagyni. 1352-ben Abū Ziyad, Kaszentína emirje megtámadta Tuniszt. Ibn Khaldún ott volt Ibn Tafrakin mellett, hogy visszaverjék a támadást, de a védekezést sikertelen volt, így Ibn Khaldún elmenekült egy Aba nevű helyre. Többször költözött Algérián belül, végül Biszkrában telepedett le.

## Menekülés Marokkóból Spanyolországba
A politikai légkör feszült volt, amikor Ibn Khaldún részt vett egy sikeres összeesküvésben Abū Szālim szultánnal, al-Manṣūr ellen. Ibn Khaldún ezután titkári pozíciót kapott (amīn asz-szirr), amiben jól végezte a munkáját. Eközben több verset írt. Két évig látta el feladatát, majd főbírónak nevezték ki. Magas rangú ellenlábasaival való ellentétek során elvesztette a szultán bizalmát.
1364-ben Granadában I. Péter kasztíliai király felé közvetítette Muhammad, Granada emírjének politikai törekvéseit.

## Kalandok Észak-Afrikában
A Bougie nevű algériai városba harminckét éves korában érkezett. Itt nagy tisztelettel fogadták. Muḥammad, az emír kamarásnak (ḥādzsib) nevezte ki. Ibn Khaldún azonban nem sokáig maradt hatalomban, mert a következő évben Abū l-‘Abbāsz megölte az emírt, aki az unokatestvére volt. Ibn Khaldún átadta neki a város irányítását és visszatért Biszkrába.
1375 és 1379 között írta meg fő művét, az al-Mukaddimát, egy Kuszantínától délre fekvő, távoli erődbe, Ibn Szalámába visszavonulva, ahova később is visszatért. Művét Abū l-‘Abbāsz szultánnak, Kuszantína akkori emírjének ajánlotta. Mivel forrásmunkákra volt szüksége a könyvéhez, amik ott nem álltak rendelkezésére, ezért amikor Abū l-‘Abbāsz Tunézia meghódítására indult, Ibn Khaldún visszatért Tuniszba. Huszonhét év elmúltával ez volt az első alkalom, hogy újra a szülővárosában élt egy darabig. Azonban a politika újból ellene fordult, ezért még mielőtt kedvező pozíciója megrendült volna, 1382-ben elhagyta a várost és soha többet nem tért oda vissza.

## Egyiptomban
Abū l-‘Abbāsz engedélyt adott Ibn Khaldún részére, hogy elvégezze az iszlám rituális zarándokútját, a haddzs-ot. 1382 októberében, ötvenéves korában érkezett meg az egyiptomi Alexandriába. Egy hónapot töltött az utazásra való felkészüléssel. Itt nem tudott a Szentföldre induló karavánhoz csatlakozni, ezért Kairóba utazott, ahol tudóstársai és azok tanítványai nagy örömmel fogadták. Írásai révén szerzett hírneve megelőzte. Vendégelőadásokat tartott az al-Azhar egyetemen és más színvonalas oktatási intézményekben. Amikor találkozott vele al-Ẓahir Barqūq szultán (r. 1382–1399), kinevezte a Kamālijja iskola egyik tanári posztjára. A szultán Mālikī bírónak is kinevezte. Ibn Khaldún igyekezett visszaszorítani a korrupciót és a részrehajlást, de intézkedéseinek ellenzői áskálódni kezdtek ellene, ezért felmentették a hivatalából. Ugyanebben az időszakban családi tragédia érte: feleségét, lányait és a család ingóságait szállító hajó viharba került és elsüllyedt, a hajón utazók a tengerbe vesztek.
Ibn Khaldún újból engedélyt kért és kapott a haddzs elvégzésére. A zarándoklatból való visszatérése után kinevezték egy újonnan létesült iskola, a Bajn al-Qaṣrajn tanári pozíciójába.

## Találkozás Timur Lenkkel
Egyiptomi tartózkodása alatt Faradzs szultán felkérte, hogy kísérje el őt expedíciójával Damaszkuszba. Ugyanekkor a hírek szerint Timur Lenk és serege is Damaszkusz felé tartott. A szultán csak két hétig maradt Damaszkuszban, mert híreket kapott arról, hogy távollétében Kairóban lázadás van készülőben. Ibn Khaldún és még néhány nemes ember az ostromlott városban maradt. Timur Lenkkel a város vezetőinek kellett foglalkozniuk. Egy Ibn Mufliḥ nevű bíró ment tárgyalni Timur Lenkkel, azonban amikor visszatért a városba, a város polgárai nem fogadták el Timur Lenk feltételeit. Ibn Khaldún úgy gondolta, neki is kötelessége tárgyalni a hadvezérrel, így Timur Lenk táborába utazott. Nem tudjuk biztosan, hogy önállóan ment-e tárgyalni, vagy hivatalos kiküldetésben. Ajándékokat vitt Timur Lenk részére, amiket az uralkodó jól fogadott. Ibn Khaldún összesen 35 napot töltött a táborban. Annyira mély benyomást tett az uralkodóra, hogy az felkérte a saját udvartartásához való csatlakozásra.
Néhány életrajzíró szerint Ibn Khaldún azzal a szándékkal ment a táborba, hogy Timur Lenkhez csatlakozzon, valószínűbb azonban, hogy Ibn Khaldún és Timur Lenk között olyan egyezség született, ami elfogadható volt Damaszkusz lakóinak.

## Utolsó napjai
Ibn Khaldún a damaszkuszi tárgyalások után visszatért Egyiptomba, ahol visszakapta a Mālikī bírói állását. A politikai erőviszonyok annyira ingadozóak voltak a bírók között, hogy egy ötéves időszak alatt Ibn Khaldúnt háromszor mozdították el, majd helyezték vissza hivatalába.
1406. március 17-én hunyt el, életének hetvennegyedik évében, miközben a hivatalában tartózkodott. Kairó Bāb al-Naṣr melletti szúfi temetőjében temették el.

## Magyarul
- Bevezetés a történelembe; ford., bev., jegyz. Simon Róbert; Osiris, Bp., 1995 (Osiris könyvtár. Történelem)